# Crnjelovo Donje
Crnjelovo Donje är en ort i Bosnien och Hercegovina.   Den ligger i entiteten Republika Srpska, i den nordöstra delen av landet, 130 km nordost om huvudstaden Sarajevo. Crnjelovo Donje ligger 80 meter över havet och antalet invånare är 2 450.
Terrängen runt Crnjelovo Donje är platt. Närmaste större samhälle är Bijeljina, 11,8 km sydost om Crnjelovo Donje. 
Trakten runt Crnjelovo Donje består till största delen av jordbruksmark. Runt Crnjelovo Donje är det ganska tätbefolkat, med 67 invånare per kvadratkilometer.